# Kodowanie liniowe

Kodowanie liniowe dla danych cyfrowych

Kodowanie liniowe – proces przekształcenia sygnału binarnego na cyfrowy sygnał liniowy. Kod liniowy dobiera się odpowiednio do dysponowanego toru telekomunikacyjnego, tak aby było odpowiednie ukształtowanie widma energetycznego.
Kod liniowy powinien charakteryzować się następującymi cechami:
- Nie zawierać składowej stałej – trakt może zawierać elementy nie przenoszące prądu stałego, jak transformatory, lub w trakcie mogą być przesyłane napięcia do zasilania zdalnych regeneratorów. Spełnienie tego warunku następuje, gdy średnia wartość napięcia w linii wynosi 0.
- Pozwalać na łatwe generowanie i łatwe dekodowanie.
- Przenosić informacje o sygnale taktowania – wymagane do synchronizacji odbiorników lub regeneratorów.
- Mieć strukturę pozwalającą na łatwą detekcję błędów.
- Mieć jak najmniejszą sumę cyfrową.
- Posiadać widmo energetyczne o jak najwęższym pasmie.

Najpowszechniej w telekomunikacji stosowane są trójwartościowe kody transmisyjne, np. AMI, HDB3, natomiast w transmisjach szerokopasmowych – wielowartościowe.